# Utrka na 400 metara
Utrka na 400 metara atletska je trkačka šprinterska disciplina i najduža od špritnerskih utrka u trkačkoj atletici tj. najduža kratkoprugaška utrka. Predstavlja točno jedan krug otvorenog vanjskog atletskog igrališta. Zahtijevnija je od ostalih šprinterskih utrka jer zahtijeva taktiziranje, jer se ne može u cijelosti istrčati u šprintu.
Na programu Olimpijskih igara nalazi se od prvih modernih Igara održanih u Ateni 1896. za muškarce, dok se žene u ovoj disciplini na Olimpijskim igrama natječu od 1964. godine.
Držač svjetskog i olimpijskog rekorda južnoafrički je trkač Wayde van Niekerk s vremenom od 43,03 sekunde. Američki trkač Michael Johnson devet je puta držao najbolje vrijeme sezone u ovoj disciplini, od čega osam godina zaredom (1993. – 2000.)
Svjetski rekord u ženskoj konkurenciji drži Istočna Njemica Marita Koch koji je postavila 1985. godine te je sedam puta držala najbolji rezultat sezone na svijetu u ovoj utrci. Olimpijski rekod drži Francuskinja Marie-José Pérec od 1996., uz Koch najuspješnija trkačica u ovoj disciplini.
Od 31 mogućih zlatnih olimpijskih odličja, Amerikanci su u muškoj konkurenciji osvojili njih 19. Na popisu 25 najboljih vremena u povijesti nalazi se 13 Amerikanaca.
Amerikanac Michael Johnson i Francuskinja Marie-José Pérec jedini su koji su na istim Olimpijskim igrama osvojili zlata na 200 i 400 metara. S druge strane, Kubanac Alberto Juantorena se na Olimpijskim igrama 1976. održanima u kanadskom Montrealu okitio zlatima u utrkama na 400 i 800 metara.
Proizašla je iz utrke na 440 jarda (402,336 m), odnosno još starije utrke "na četvrt milje".